# Vlag van Sint-Oedenrode

Vlag van de gemeente Sint-Oedenrode

De vlag van Sint-Oedenrode werd op 5 maart 1981 bij raadsbesluit vastgesteld als de gemeentelijke vlag van de Noord-Brabantse gemeente Sint-Oedenrode. De beschrijving luidt als volgt:
Blauw met een schuinkruis, waarvan het midden ligt op 5/9 van de lengte van de vlag en waarvan de dikte der armen gelijk is aan 1/8 van de hoogte van de vlag, met in de driehoek aan de broekzijde een gele burcht, bestaande uit een gekanteelde middentoren en twee gekanteelde zijtorentjes, verbonden door een muur; de burcht 1/3 van de vlaghoogte, gevoegd met zwart.
Het ontwerp was van de Nederlandse Vereniging voor Vlaggenkunde. De kleur blauw en de gele burcht zijn uit het wapen van Sint-Oedenrode afkomstig. 
Met ingang van 1 januari 2017 is de gemeente Sint-Oedenrode opgeheven. De plaats valt sindsdien onder de gemeente Meierijstad.

## Verwante afbeelding

Wapen van Sint-Oedenrode

Aalburg 
· Aarle-Rixtel 
· Alphen en Riel 
· Bakel en Milheeze 
· Beek en Donk 
· Beers 
· Berghem 
· Berkel-Enschot 
· Berlicum 
· Bladel en Netersel 
· Borkel en Schaft 
· Boxmeer 
· Budel 
· Chaam 
· Cuijk 
· Cuijk en Sint Agatha 
· Den Dungen 
· Diessen 
· Dinteloord en Prinsenland 
· Drunen 
· Dussen 
· Engelen 
· Erp 
· Esch 
· Escharen 
· Fijnaart en Heijningen 
· Geffen 
· Geldrop 
· Gemert 
· Giessen 
· Ginneken en Bavel 
· Grave 
· 's Gravenmoer 
· Haaren 
· Halsteren 
· Haps 
· Heesch 
· Heeswijk-Dinther 
· Heeze 
· Helvoirt 
· Hoeven 
· Hooge en Lage Mierde 
· Hooge en Lage Zwaluwe 
· Hoogeloon, Hapert en Casteren 
· Huijbergen 
· Klundert 
· Landerd 
· Leende 
· Liempde 
· Lieshout 
· Lith 
· Luyksgestel 
· Maarheeze 
· Maasdonk 
· Made en Drimmelen 
· Megen, Haren en Macharen 
· Mierlo 
· Mill en Sint Hubert 
· Moergestel 
· Nieuw-Ginneken 
· Nieuw-Vossemeer 
· Nistelrode 
· Nuland 
· Oeffelt 
· Oost-, West- en Middelbeers 
· Oploo, Sint Anthonis en Ledeacker 
· Ossendrecht 
· Oud en Nieuw Gastel 
· Oudenbosch 
· Prinsenbeek 
· Putte 
· Raamsdonk 
· Ravenstein 
· Reusel 
· Riethoven 
· Rijsbergen 
· Rijswijk 
· Roosendaal en Nispen 
· Rosmalen 
· Schaijk 
· Schijndel 
· Sint Anthonis 
· Sint-Oedenrode 
· Sprang-Capelle 
· Standdaarbuiten 
· Terheijden 
· Teteringen 
· Uden 
· Udenhout 
· Veghel
· Vessem, Wintelre en Knegsel 
· Vierlingsbeek 
· Vlijmen 
· Wanroij 
· Waspik 
· Werkendam 
· Westerhoven 
· Willemstad 
· Woudrichem 
· Wouw 
· Zeeland 
· Zevenbergen